# Pulsatilla
Pulsatilla is een geslacht van overblijvende planten uit de ranonkelfamilie (Ranunculaceae). De soorten komen voor in Europa, Noord-Amerika en Azië. Het geslacht wordt in België (en voorheen in Nederland) vertegenwoordigd door wildemanskruid (Pulsatilla vulgaris).
Pulsatilla-soorten zijn voorjaarsbloeiers die vooral in graslanden te vinden zijn.

## Naamgeving en etymologie
De botanische naam Pulsatilla is afgeleid van het Latijnse pulsare (slaan, zwaaien). Naargelang de bron zou dit slaan op de op een klok lijkende bloemen of op de zaden, die door windstoten worden verspreid.

## Kenmerken
Pulsatilla-soorten zijn polvormende, overblijvende, kruidachtige planten, met rechtop staande wortelstokken, korte, onvertakte stengels en een bladrozet van langgesteelde, fijnverdeelde,  geveerde of dubbelgeveerde bladeren. Zowel bladeren als stengels zijn dicht bezet met lange, zilvergrijze haren.
De bloemen zijn groot, alleenstaand aan het einde van de bloemstengel, opgericht of knikkend, ondersteund door een kraag van geveerde schutbladen. De bloemen zijn radiaal symmetrisch, klokvormig tot uitgespreid, met meestal 6 wit, roze, paars of rood gekleurde, kroonbladachtige kelkbladen, aan de buitenzijde zilverachtig behaard. Er zijn geen echte kroonbladen. De bloem bezit talrijke geel of paars gekleurde vruchtbare meeldraden en meestal ook schijfvormige staminodiën of onvruchtbare meeldraden. Er zijn talrijke, losse vruchtbeginsels met elk een zaadknop en een lange, veervormige stijl.

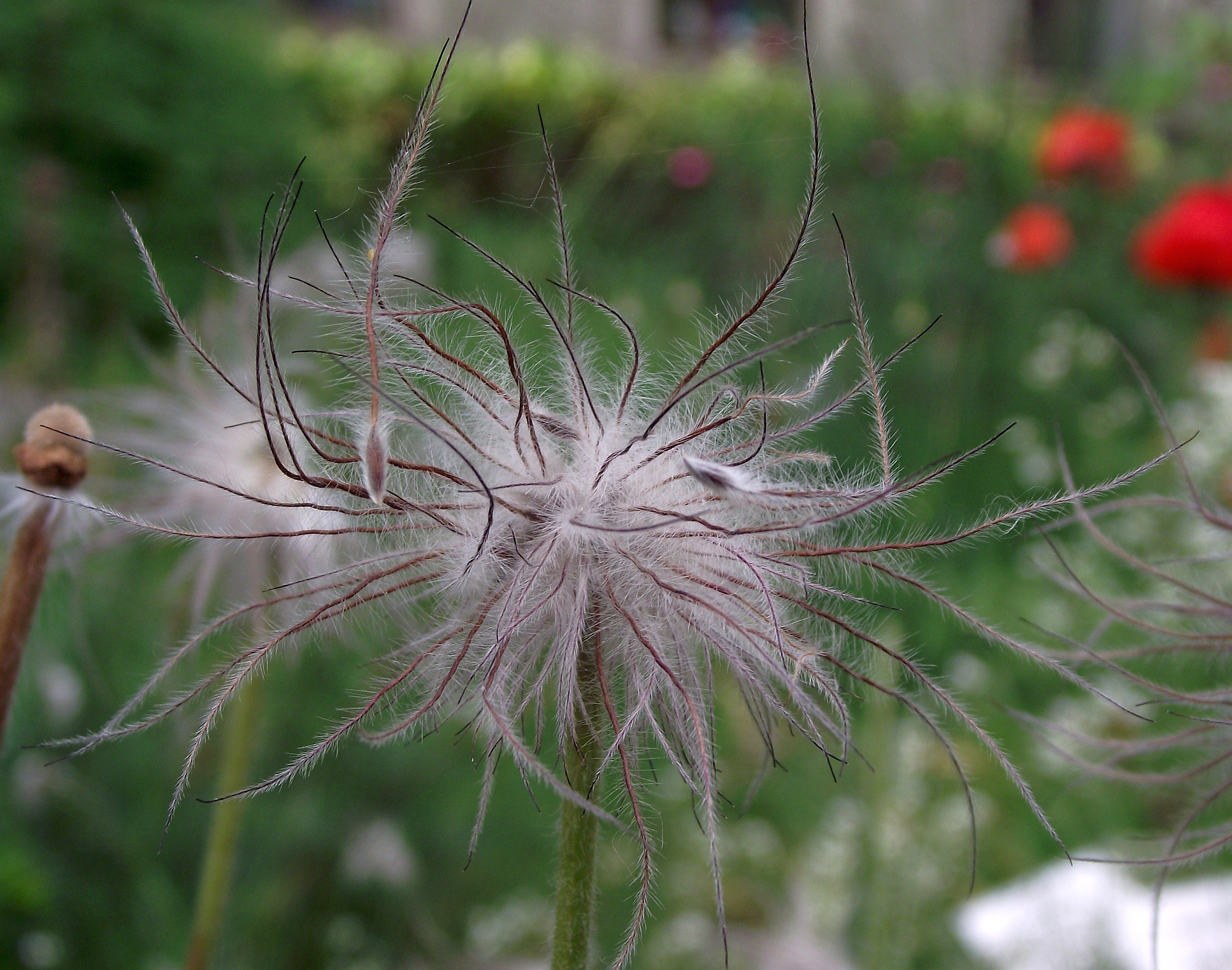
Pulsatilla ambigua in vrucht

Na de bloei wordt een hoofdje met talrijke spoelvormige dopvruchtjes gevormd, met lange, geveerde aanhangsels. De zaden worden door de wind getransporteerd en boren zich bij landing door hygroscopische bewegingen diep in de grond.
Pulsatilla-soorten bloeien vroeg in het voorjaar, vandaar de Engelstalige namen 'Pasque flower' en 'Easter flower'.

## Taxonomie
Naargelang de auteur wordt Pulsatilla beschreven als een apart geslacht of als een sectie van het grotere geslacht Anemone, onder de naam Anemone sect. Pulsatilla. De soorten worden dan onderscheiden van andere Anemone-soorten door behaarde aanhangsels van de dopvruchten.
Het geslacht telt een dertigtal soorten en tientallen ondersoorten, waaronder:
- Pulsatilla albana (Stev.) Bercht. & J.Presl
- Pulsatilla ajanensis Regel et Til.
- Pulsatilla alpina (L.) Delarbre (1800) (Alpenanemoon)
  - Pulsatilla alpina subsp. alpina (L.) Delarbre (1800)
  - Pulsatilla alpina subsp. apiifolia (Scop.) Nyman (1878) (Gele alpenanemoon of zwavelgele anemoon)
  - Pulsatilla alpina subsp. austriaca Aichele & Schwegler (1957) (Oostenrijkse alpenanemoon)
  - Pulsatilla alpina subsp. austroalpina D.M.Moser (2003)
  - Pulsatilla alpina subsp. cantabrica M.Laínz (1983)
  - Pulsatilla alpina subsp. cyrnea Gamisans (1977)
  - Pulsatilla alpina subsp. font-queri M.Laínz & P.Monts (1984)
  - Pulsatilla alpina subsp. millefoliata (Bertol.) D.M.Moser (2003)
  - Pulsatilla alpina subsp. schneebergensis D.M.Moser (2003)
- Pulsatilla ambigua (Turcz. ex Hayek) Juz.
- Pulsatilla aurea (Sommier et Levier) Juz.
- Pulsatilla bungeana C.A.Mey.
- Pulsatilla campanella Fisch. ex Krylov
- Pulsatilla cernua (Thunb.) Berchtold & Presl
- Pulsatilla chinensis (Bunge) Regel
- Pulsatilla dahurica (Fisch. ex DC.) Spreng.
- Pulsatilla grandis Wend.
- Pulsatilla halleri (All.) Willd. (1809)
- Pulsatilla kostyczewii (Korsh.) Juz.
- Pulsatilla montana (Hoppe) Rchb. (1832)
- Pulsatilla millefolium (Hemsl. & E.H.Wilson) Ulbr.
- Pulsatilla nigricans Storck
- Pulsatilla oenipontana
- Pulsatilla patens (L.) Mill.
- Pulsatilla pratensis (L.) Mill. (1768)
  - Pulsatilla pratensis subsp. pratensis (L.) Mill. (1768)
  - Pulsatilla pratensis subsp. bohemica Skalický (1985)
  - Pulsatilla pratensis subsp. hungarica Soó
  - Pulsatilla pratensis subsp. nigricans (Störck) Zämelis
- Pulsatilla rubra (Lam.) Delarbre (1800)
  - Pulsatilla rubra subsp. rubra var. serotina (Coste) Aichelle & Schwegler
- Pulsatilla slavica
- Pulsatilla styriaca
- Pulsatilla sukaczevii Juz.
- Pulsatilla tatewakii Kudo
- Pulsatilla taurica Juz.
- Pulsatilla tenuiloba (Hayek) Juz.
- Pulsatilla turczaninovii Krylov & Serg.
- Pulsatilla vernalis (L.) Mill. (Lenteanemoon)
- Pulsatilla vulgaris Mill.  (Wildemanskruid)

## Economisch belang
Alle leden van het geslacht zijn zeer giftig, ze produceren net zoals boterbloemen protoanemonine. Inname ervan kan leiden tot diarree, braken en krampen, hypotensie en bij grotere dosissen tot een coma.
De planten worden door Noord-Amerikaanse indianen al eeuwen gebruikt als medicijn. Blackfoots gebruikten het om de weeën op te wekken en abortus te veroorzaken.
In de moderne geneeskunde wordt het extract van Pulsatilla gebruikt om voortplantingsproblemen zoals het premenstrueel syndroom en epididymitis te verhelpen; daarnaast als sedativum en bij de bestrijding van hoest.
Verschillende soorten Pulsatillas worden gebruikt als tuinplanten omwille van hun opvallende, klokvormige bloemen, fijnverdeelde en zilverachtig behaarde bladeren en pluimachtige zaden.
Enkele soorten zijn uitgeroepen tot embleemsoorten voor lokale besturen. Zo is Pulsatilla patens een embleemsoort voor de Canadese provincie Manitoba en voor de Amerikaanse staat South Dakota. Idem voor het wildemanskruid (Pulsatilla vulgaris) in Hertfordshire en Cambridgeshire (Engeland), en voor Pulsatilla vernalis in Oppland (Noorwegen).
... · P. alpina (Alpenanemoon) · P. a. subsp. alpina · P. a. subsp. apiifolia (Gele alpenanemoon) · P. a. subsp. austriaca (Oostenrijkse alpenanemoon) · P. a. subsp. austroalpina · P. a. subsp. cantabrica · P. a. subsp. cyrnea · P. a. subsp. font-queri · P. a. subsp. millefoliata · P. a. subsp. schneebergensis · P. halleri · P. montana · P. pratensis · P. p. subsp. pratensis · P. p. subsp. bohemica · P. p. subsp. hungarica · P. p. subsp. nigricans · P. rubra · P. r. subsp. rubra var. serotina · P. vernalis (Lenteanemoon) · P. vulgaris (Wildemanskruid) · ...
... · Aconitum (Monnikskap) · Actaea · Adonis · Aquilegia (Akelei) · Anemone (Anemoon) · Caltha (Dotterbloem) · Clematis · Consolida (Ridderspoor) · Delphinium (Ridderspoor) · Eranthis · Helleborus (Nieskruid) · Hepatica · Myosurus · Nigella (Nigelle) · Pulsatilla · Ranunculus (Boterbloem) · Thalictrum (Ruit) · Trollius · ...